# Cumières-le-Mort-Homme
Cumières-le-Mort-Homme – miejscowość i gmina we Francji, w regionie Grand Est, w departamencie Moza.
Według danych na rok 1990 gminę zamieszkiwała 1 osoba, a gęstość zaludnienia wynosiła 0 osób/km² (wśród 2335 gmin Lotaryngii Cumières-le-Mort-Homme plasuje się na 1033. miejscu pod względem liczby ludności, natomiast pod względem powierzchni na miejscu 914.).